# 19 noiembrie
ianuarie • februarie • martie  • aprilie  • mai  • iunie  • iulie  • august  • septembrie  • octombrie  • noiembrie  • decembrie
19 noiembrie este a 323-a zi a calendarului gregorian și a 324-a zi în anii bisecți. Mai sunt 42 de zile până la sfârșitul anului.

## Evenimente

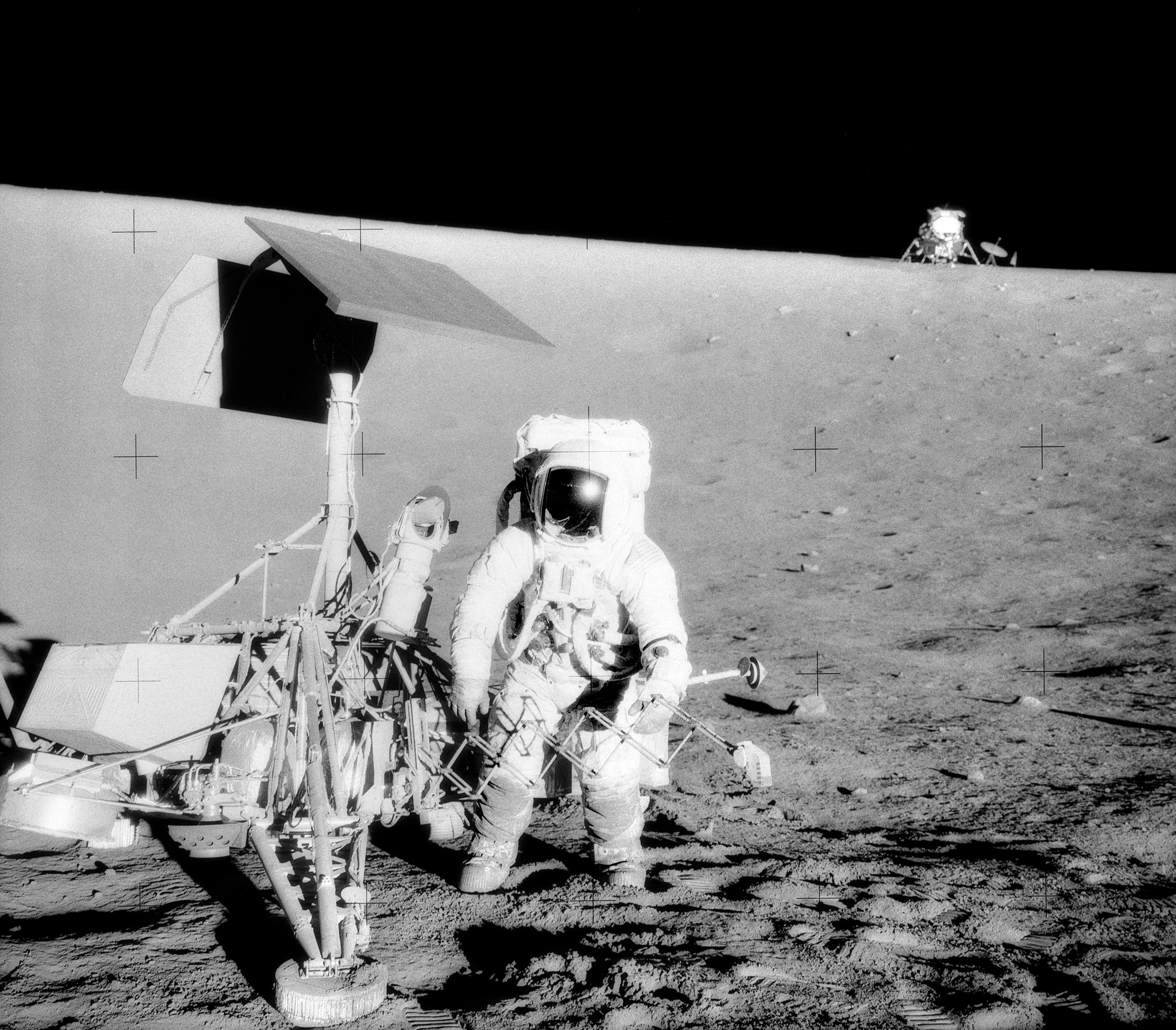
1969: Apollo 12 - astronauții americani Charles Conrad și Alan Bean aselenizeză în Oceanul Furtunilor și devin astfel a 3-a respectiv a 4-a persoană care pășește pe Lună.

- 1377: Prima atestare documentară a Castelului Bran, prin actul emis de Ludovic I de Anjou (1342 - 1382), prin care brașovenii primeau privilegiul de a construi Cetatea "cu munca și cheltuiala lor proprie".
- 1493: Cristofor Columb descoperă Porto Rico.
- 1703: Omul cu masca de fier, legendarul prizonier politic francez moare la Bastilia.
- 1819: Muzeul Prado din Madrid este inaugurat.
- 1850: Alfred Tennyson este numit de către regina Victoria Poet Laureate.
- 1861: Se încheie Conferința natională a fruntașilor politici romani din Banat, ținută la Timișoara, la care se adopta o moțiune prin care se cere autonomia Banatului față de Ungaria, teritoriul acestuia urmand sa fie numit "Căpitanatul român" sau să fie încorporat Transilvaniei (devenita autonomă).
- 1942: Al doilea razboi mondial: Bătălia de la Stalingrad - forțele rusești sub comanda generalului Georgy Zhukov lansează operațiunea "Uranus", contraatacând și întorcând soarta bătăliei în favoarea trupelor sovietice.
- 1946: Primele alegeri parlamentare postbelice, declarate "libere și nestingherite", care au fost falsificate, cu acordul Moscovei, de guvernul Petru Groza care a anunțat victoria Blocului Partidelor Democratice.
- 1969: Programul Apollo: Apollo 12 - astronauții americani Charles Conrad și Alan Bean aselenizeză în Oceanul Furtunilor și devin astfel a 3-a respectiv a 4-a persoană care pășește pe Lună.
- 1969: Fotbalistul brazilian Pelé marchează cel de-al 1000-lea gol.
- 1977: Președintele egiptean Anwar El Sadat devine primul lider arab al Orientului Mijlociu care a efectuat o vizită oficială în Israel.
- 1979: Începe Congresul al XII-lea al PCR, la care Constantin Pîrvulescu, unul din fondatorii partidului, a protestat în plen față de cultul personalitații creat în jurul familiei Ceaușescu. Drept urmare, în aceeași noapte, Pîrvulescu a fost evacuat din casa în care locuia.
- 1985: Războiul Rece: La Geneva, președintele Statelor Unite ale Americii, Ronald Reagan, și liderul Uniunii Sovietice, Mihail Gorbaciov, se întâlnesc pentru prima dată.
- 1998: Tabloul lui Vincent van Gogh, Portretul artistului fară barbă este vândut la licitație pentru suma record de 71,5 milioane de dolari.
- 1999: China lansează prima sa navă spațială, Shenzhou 1.

## Nașteri
- 1600: Charles I, rege al Angliei, Scoției, Irlandei și Franței (doar nominal) (d. 1649)
- 1617: Eustache Le Sueur, pictor francez (d. 1655)
- 1650: Heinrich, Duce de Saxa-Römhild (d. 1710)
- 1711: Mihail Lomonosov, fizician, chimist, astronom și geograf rus (d. 1765)
- 1805: Ferdinand de Lesseps, inginer francez, cel care a proiectat Canalul de Suez (d. 1867)
- 1828: Félix-Henri Giacomotti, pictor francez (d. 1909)
- 1831: James A. Garfield, politician american, al 20-lea președinte al Statelor Unite (d. 1881)
- 1833: Wilhelm Dilthey, istoric, sociolog și filosof german (d. 1911)
- 1837: Aron Densușianu, istoric literar și folclorist român (d. 1900)
- 1854: Carol Telbisz, primar al Timișoarei timp de trei decenii (d. 1914)

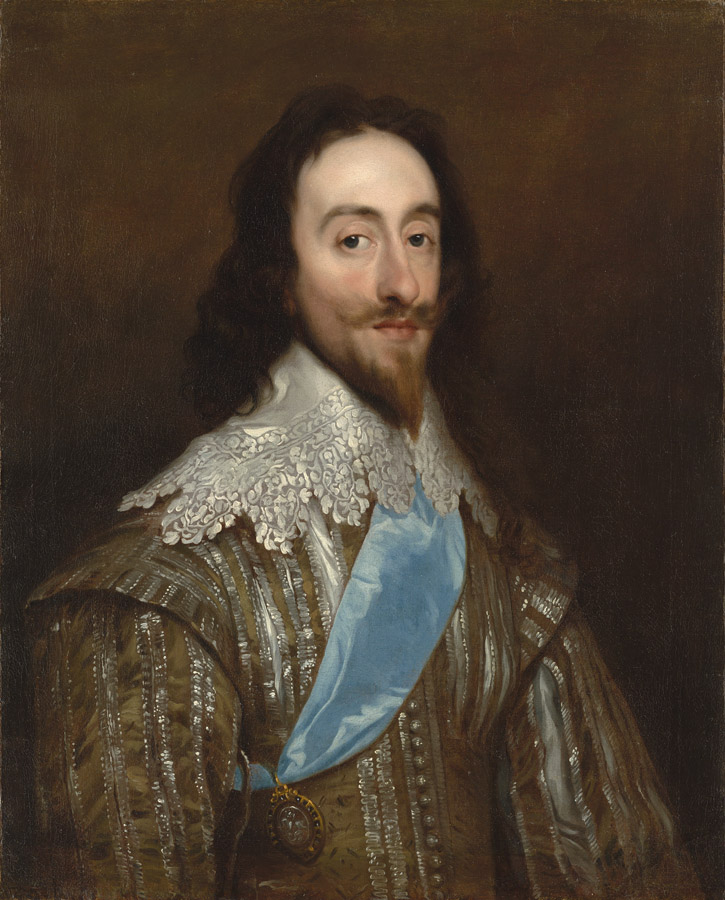
Carol I al Angliei
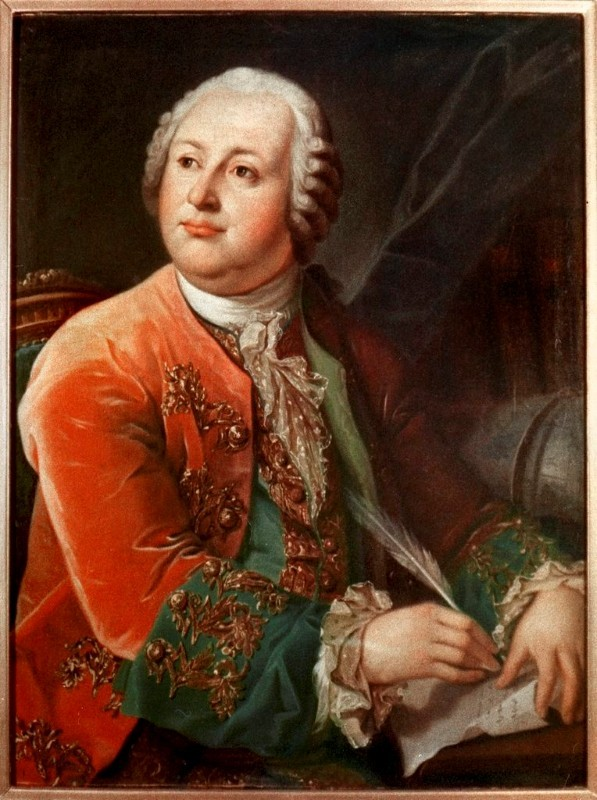
Mihail Lomonosov, fizician, chimist rus
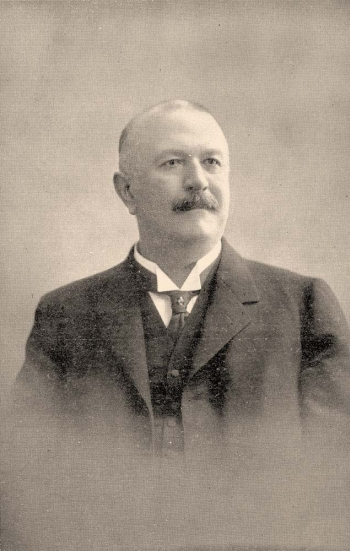
Carol Telbisz, primar al Timișoarei

- 1860: John Antoine Nau, scriitor american de origine franceză, câștigător al Premiului Goncourt în 1903 (d. 1918)
- 1875: Hiram Bingham, arheolog și explorator din Hawaii (d. 1956)
- 1876: Tatiana Afanasieva, matematiciană rusă (d. 1964)
- 1887: James Batcheller Sumner, biochimist american (Premiul Nobel pentru Chimie 1946) (d. 1955)
- 1888: José Raúl Capablanca, campion mondial cubanez la șah (d. 1942)
- 1900: Anna Seghers, scriitoare germană (d. 1983)
- 1907: Chieko Naniwa, actriță japoneză (d. 1973)
- 1911: Ioan Ploscaru, episcop greco-catolic, deținut politic (d. 1998)
- 1912: George Emil Palade, biochimist româno-american (premiul Nobel pentru medicină 1974) (d. 2008)
- 1917: Indira Gandhi, politician indian (d. 1983)
- 1923: Monica Lovinescu, critic literar și eseist, stabilită după 1947 în Franța (d. 2008)
- 1933: Larry King, moderator american (d. 2021)
- 1937: Alexandra Târziu, prozator român
- 1937: Ioan Fiscuteanu, actor român (d. 2007)
- 1938: Sorin Mărculescu, poet, eseist traducător român

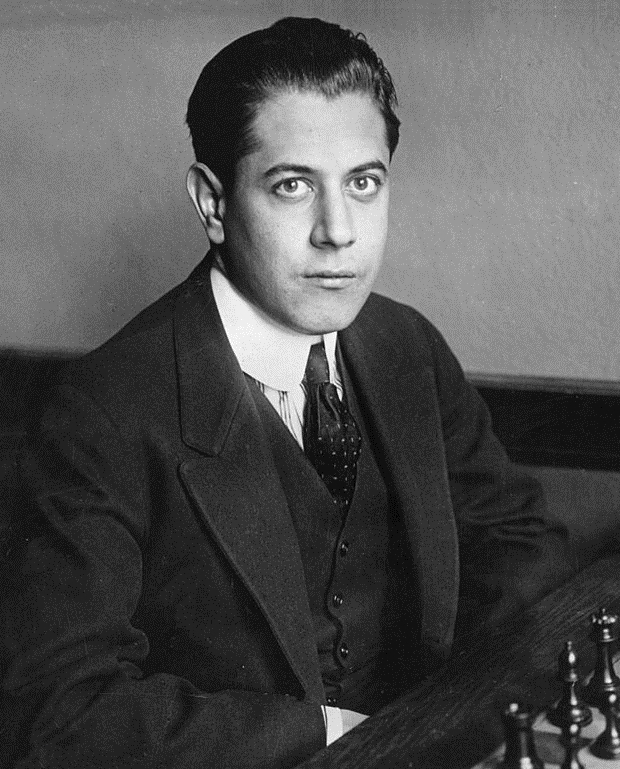
José Raúl Capablanca, campion mondial cubanez la șah
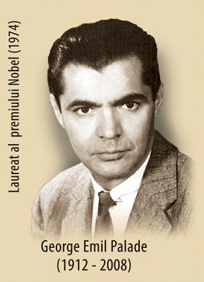
George Emil Palade, biochimist româno-american, laureat Nobel
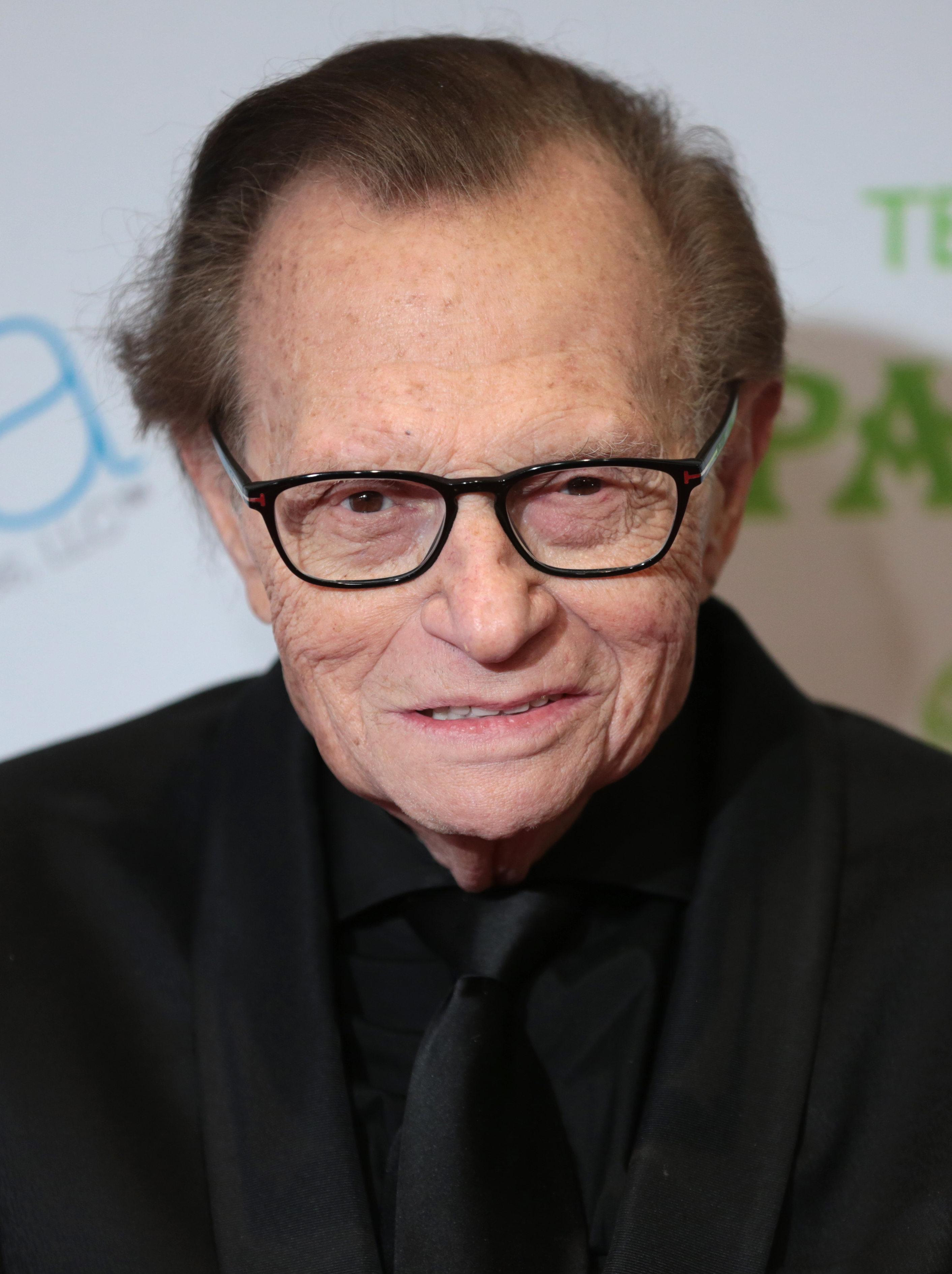
Larry King, moderator american

- 1938: Ted Turner, a fondat canalul de știri CNN
- 1939: Emil Constantinescu, politician și om de știință român, al 3-lea președinte al României (1996-2000)
- 1942: Calvin Klein, designer de modă american
- 1945: Dumitru Dumitriu, fotbalist și antrenor român de fotbal
- 1951: Mihai Ghimpu, președinte al Republicii Moldova
- 1953: Robert Beltran, actor american
- 1957: Ofra Haza, cântăreață de muzică pop și actriță israeliană (d. 2000)
- 1960: Oana Ștefănescu, actriță română de teatru și film (d. 2021)
- 1961: Meg Ryan, actriță americană
- 1962: Glenn Buchanan, înotător australian
- 1962: Jodie Foster, actriță americană
- 1965: Laurent Blanc, fotbalist francez
- 1966: Gail Devers, atletă americană
- 1969: Philippe Adams, pilot belgian de curse
- 1977: Mette Frederiksen, politiciană daneză, prim-ministru al Danemarcei
- 1983: Adam Driver, actor american
- 1984: Aliaksandr Buikevici, scrimer belarus
- 2002: Gaia Cauchi, cântăreață malteză

## Decese
- 1665: Nicolas Poussin, pictor francez (n. 1594)
- 1672: John Wilkins, cleric și un savant englez (n. 1614)
- 1789: Arhiducesa Maria Anna a Austriei, fiică a împărătesei Maria Tereza a Austriei (n. 1738)
- 1828: Franz Schubert, compozitor austriac (n. 1797)

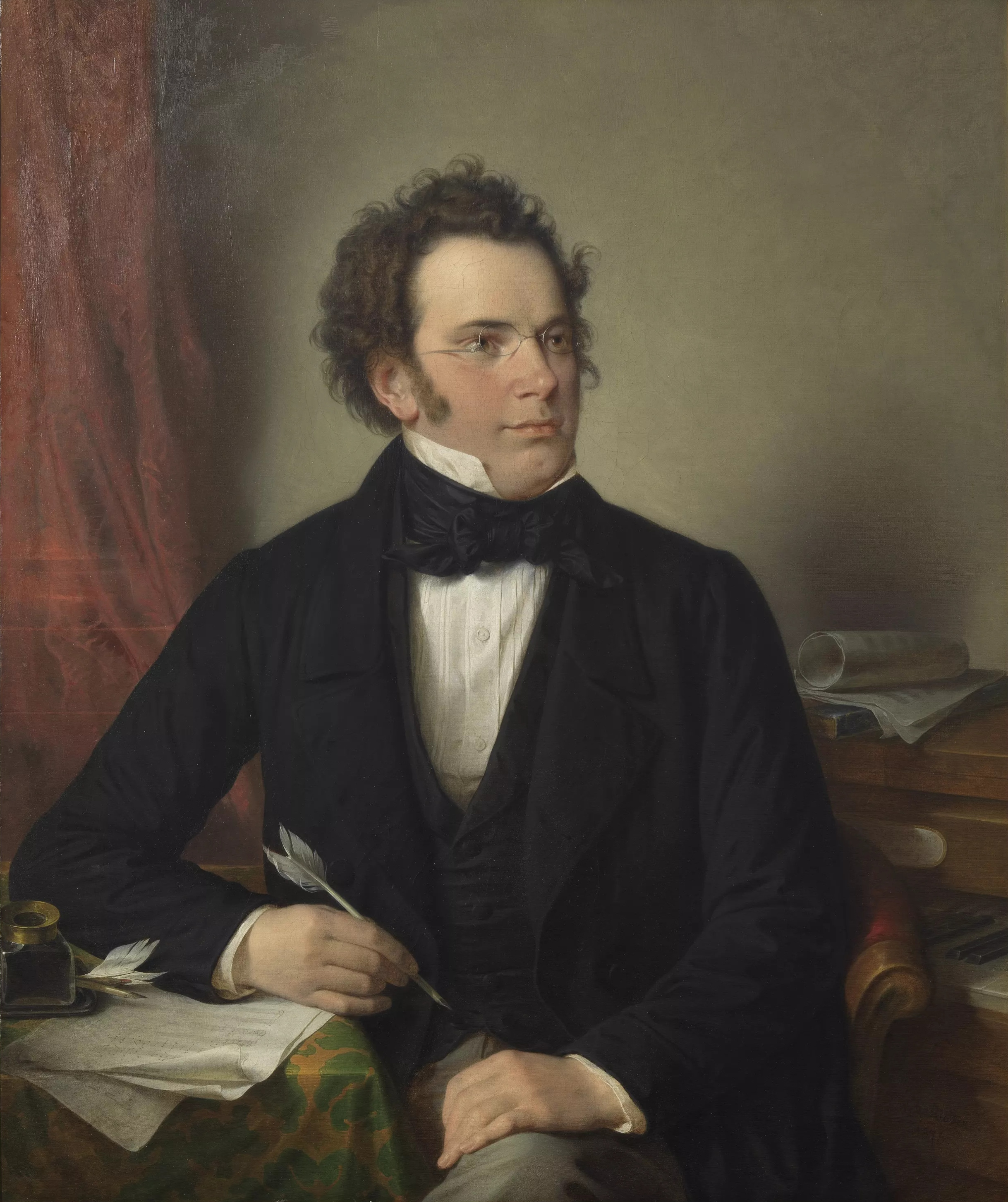
Franz Schubert, compozitor austriac
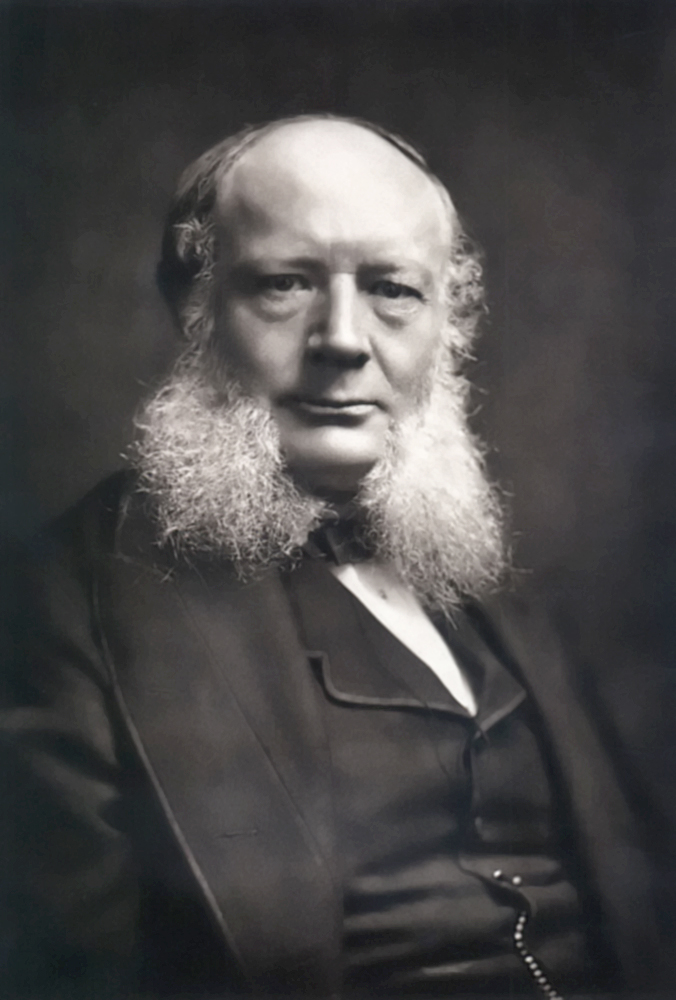
Wilhelm Siemens, inventator de origine germană
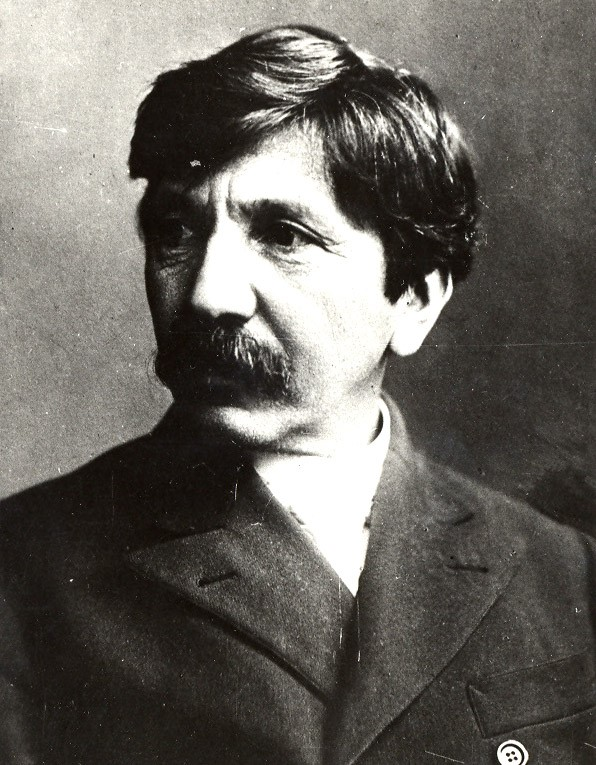
Alexandru Vlahuță, scriitor român

- 1869: José Balaca, pictor spaniol (n. 1810)
- 1883: Sir Wilhelm Siemens, metalurgist și inventator de origine germană (n. 1823)
- 1919: Louis Braquaval, pictor francez (n. 1854)
- 1919: Alexandru Vlahuță, scriitor, membru de onoare post-mortem al Academiei Române (n. 1858)
- 1942: Bruno Schulz, pictor polonez (n. 1892)
- 1961: Michael Rockefeller, membru al familei Rockefeller (n. 1938)
- 1970: Andrei Eriomenko, mareșal al Uniunii Sovietice (n. 1892)
- 1989: Zoltán Vadász, actor român de origine maghiară (n. 1926)
- 2013: Frederick Sanger, medic și biochimist englez, laureat al Premiului Nobel pentru chimie în 1958 (n. 1918)
- 2014: Mike Nichols, regizor american de film (n. 1931)
- 2023: Rosalynn Carter, scriitoare și activistă americană (n. 1927)

## Sărbători
- Sfântul Prooroc Avdie; Sf. Sfințit Mc. Varlaam (calendarul creștin-ortodox)
- Sfântul Profet Abdia [sec VI a. Chr.], Sf. Martir Varlaam [sec. al III-lea p. Chr.] (calendar greco-catolic)
- Sfântul Epimah și Sfântul Alexandru (calendarul romano-catolic)
- România - Ziua cercetătorului și proiectantului
- Internațional - Ziua internațională a bărbatului
- Monaco - Sărbatoarea natională a Principatului Monaco
- Puerto Rico - Descoperirea insulei Puerto Rico (1493)